# Lispe assimilis
Lispe assimilis är en tvåvingeart som beskrevs av Christian Rudolph Wilhelm Wiedemann 1824. Lispe assimilis ingår i släktet Lispe och familjen husflugor. Inga underarter finns listade i Catalogue of Life.